# Corinne Rey
Corinne Rey, nota anche con lo pseudonimo di Coco (Annemasse, 21 agosto 1982), è una fumettista francese.

## Biografia
Nel corso della sua carriera, Corinne Rey, sotto lo pseudonimo "Coco", ha collaborato con diverse testate francesi quali Charlie Hebdo, Les Inrockuptibles, e L'Écho des savanes. Politici come Dominique Strauss-Kahn e François Hollande sono stati frequentemente oggetto delle sue vignette satiriche.
Iniziò a lavorare nella redazione di Charlie Hebdo nel 2009 in qualità di disegnatrice e redattrice.
La mattina dell'attentato terroristico del 7 gennaio 2015 era presente in redazione durante l'attacco nel quale trovarono la morte dodici persone. I due terroristi islamici la presero in ostaggio al ritorno dall'asilo nido in cui lasciò la figlia, e la costrinsero sotto la minaccia delle armi ad immettere il codice numerico per aprire la porta dell'edificio. La portarono con loro fino al secondo piano alla sede di Charlie Hebdo, dove la donna assistette all'omicidio dei fumettisti Georges Wolinski e Cabu prima di nascondersi sotto una scrivania riuscendo così ad avere salva la vita. I due, identificati in seguito come i fratelli Saïd e Chérif Kouachi, proseguirono la strage sparando ad altre quindici persone prima di fuggire dall'edificio.